# Gelibolu
Gelibolu nebo Gallipoli je město v provincii Çanakkale v evropské části Turecka. Žije v něm okolo čtyřiceti tisíc obyvatel.
Město se nachází na stejnojmenném poloostrově na pobřeží průlivu Dardanely. Založili je v 5. století př. n. l. Makedonci pod názvem Kalli polis (Krásné město). Vládli zde Byzantinci do roku 1354, kdy město dobyla Osmanská říše, stalo se pevností a centrem sandžaku. Za první světové války zde proběhla důležitá bitva o Gallipoli. Většinu obyvatel tvořili Řekové a ve městě sídlilo pravoslavné biskupství do roku 1923, kdy bylo řecké obyvatelstvo z Turecka vysídleno.
Gelibolu je významným přístavem, nachází se zde továrna na zpracování ryb. Nachází se zde nejdelší visutý most světa, spojující Gelibolu s městem Lapseki na protějším břehu průlivu - most 1915 Çanakkale.

## Rodáci
- Sofia Vembo (1910–1978), zpěvačka